# Are You Gonna Go My Way (singolo)
Are You Gonna Go My Way è una canzone di Lenny Kravitz, estratta come singolo dall'omonimo album del 1993.

## Descrizione
Pubblicata nel marzo 1993, fu scritta da Kravitz e Craig Ross. Il brano è stato reinterpretato dai Metallica, in un medley per MTV Hits agli MTV Video Music Awards del 2003, da Tom Jones e Robbie Williams nel 1999 (per l'album di Jones Reload) e da Melanie Brown nella sua sezione solista, durante lo Spice Girls Reunion Tour. Il gruppo hard rock serbo Cactus Jack ne registrò nel 2002 una versione dal vivo, per l'album live DisCover. Ne esiste anche una versione remixata, nell'apertura del videogioco Gran Turismo 3, e inoltre fa parte del repertorio di Guitar Hero World Tour. Si trova al 78º posto della classifica VH1 delle 100 migliori canzoni degli anni novanta.

## Video musicale
Diretto da Mark Romanek (anche regista dei clip per Is There Any Love In Your Heart e If You Can't Say No), il video mostra Kravitz e la sua band eseguire il brano, circondati da spettatori che ballano. All'inizio si vede l'artista a braccia alzate mentre guarda in alto, e delle luci che illuminano lo scenario futuristico della sala.
Il video per Are You Gonna Go My Way fu uno dei più seguiti su MTV nel 1993, ed era ambientato in uno scenario tipicamente degli anni novanta. Grazie a questa canzone, Kravitz fu premiato nello stesso anno agli MTV Video Music Awards come miglior artista maschile, e durante lo show suonò il brano dal vivo con John Paul Jones, bassista dei Led Zeppelin. Il clip fu annoverato nel 2006 da VH1, come uno dei 20 video musicali più memorabili di sempre.
Il video fu incluso nel DVD allegato in edizione speciale del Greatest Hits. Inoltre è incluso in un catalogo speciale dei lavori di Mark Romanek.

## Tracce
CD 1
1. Are You Gonna Go My Way
2. It Ain't Over 'Til It's Over
3. Always on the Run
4. Let Love Rule

CD 2
1. Are You Gonna Go My Way - 3:32
2. My Love - 3:52
3. All My Life - 6:16
4. Someone Like You - 4:14

## Formazione
- Lenny Kravitz - voce
- Cindy Blackman - batteria
- Craig Ross - chitarra
- Tony Breit - basso

## Classifiche
Are You Gonna Go My Way, pur non raggiungendo alcun posto della Billboard Hot 100, arrivò in cima alla Album Rock Tracks e alla seconda posizione nella Modern Rock Tracks. Inoltre arrivò quarta in classifica nel Regno Unito, mentre in Australia rimase in testa tra i singoli più venduti del 1993, tra aprile e maggio. "Are You Gonna Go My Way" fu anche premiato con un disco di diamante in Brasile.
| Classifica (1993-1994)                | Peak position |
| ------------------------------------- | ------------- |
| U.S. Billboard Mainstream Rock Tracks | 1             |
| U.S. Billboard Modern Rock Tracks     | 2             |
| Australian ARIA Singles Chart         | 1             |
| Austrian Singles Chart                | 24            |
| Dutch Singles Chart                   | 8             |
| French Singles Chart                  | 4             |
| German Singles Chart                  | 25            |
| Irish Singles Chart                   | 6             |
| Norwegian Singles Chart               | 7             |
| Swedish Singles Chart                 | 18            |
| Swiss Singles Chart                   | 12            |
| Official Singles Chart                | 4             |

## Premi e riconoscimenti
- Grammy per la miglior canzone rock solista: Nomina
- Grammy per la miglior canzone rock: Nomina
- MTV Video Music Award, miglior direzione artistica: Nomina
- MTV Video Music Award, miglior artista maschile: Premio